# Тахи (род)
Тахи  (хорв. Tahy) — хорватский дворянский род венгерского происхождения.

## История
Родоначальником рода является Януш Тахи, который был с 1524 по 1525 год хорватско-славенским баном. После смерти Януша его десятилетний сын Франьо возглавил сопротивление туркам в южной части Венгерского королевства. Благодаря своим военным достижениям Франьо Тахи достиг большого влияния. Он стал советником короля Фердинанда I и королевским конюшим в Венгрии. Франьо Тахи имел сильную поддержку от Габсбургов, а также был связан с влиятельными семьями в Хорватии. Его женой была Елена Зриньи, сестра полководца имперской армии Миклоша Зриньи, а свою дочь он выдал замуж за Петра Эрдёди. Жестокое отношение со стороны Франьо Тахи привело к ряду крестьянских восстаний. Во время подавления одного из них Франьо заболел и умер. Ему унаследовал его сын Габор.